# Келтски крст
Kелтски крст (ир. cros Cheilteach, шкотгел. crois Cheilteach, манкси: crosh Cheltiagh, вел. croes Geltaidd, корнијски: crows geltek, бретонски: kroaz geltek) је симбол који комбинује крст са кругом којег окружује укрштање. Традиционално се везује са тзв. келтским хришћанством које се развило на Британским острвима у тзв. Мрачном добу када су покидане везе са Римом и другим хришћанским средиштима.
У 20. веку је постао симбол који се понекад повезује уз савремене белачке расистичке и неонацистичке (белачки понос) организације, што је довело до његове забране у неколико европских држава. Употреба обадва келтска крста у Србији је дозвољена, јер у закону није наведена разлика између две верзије келтског крста изворног тзв. паганског и хришћанског који се користе у Српској православној цркви и на њеним верским објектима.

## Галерија
- Келтски крст на Гласневинском гробљу у Ирској
- Крстионица Манастира Жиче на којој се налази келтски крст
- Црква Светог Ђорђа на Бановом брду на којој се налази келтски крст
- Српски православни крст који личи на келтски крст
- Српско-византијски православни крст који личи на келтски крст
- Застава неонацистичке Британске народне партије из 2005. године